# Payerne (district)
Het district Payerne (Frans: District de Payerne, Duits: Bezirk Payerne) was een bestuurlijke eenheid binnen het kanton Vaud. De hoofdplaats was Payerne. Het district is in de cirkels (Frans: Cercle) Granges-près-Marnand, Payerne en Grandcour opgesplitst.
Het district bestond uit 20 gemeenten, had een oppervlakte van 107,74 km² en 14.396 inwoners (eind 2003). In 2008 ging het district op in het nieuwe district Broye-Vully.
| Chevroux               | 383  | 4,37  |
| Corcelles-près-Payerne | 1850 | 12,19 |
| Grandcour              | 762  | 10,12 |
| Missy                  | 277  | 3,10  |

| Cerniaz              | 53   | 1,77 |
| Champtauroz          | 124  | 3,05 |
| Combremont-le-Grand  | 283  | 6,61 |
| Combremont-le-Petit  | 381  | 5,73 |
| Granges-près-Marnand | 1200 | 6,95 |
| Henniez              | 240  | 2,63 |
| Marnand              | 151  | 2,24 |
| Sassel               | 156  | 3,35 |
| Seigneux             | 287  | 3,72 |
| Treytorrens          | 118  | 3,06 |
| Villars-Bramard      | 120  | 3,20 |
| Villarzel            | 368  | 7,66 |

| Payerne | 7844 | 24,19 |
| Trey    | 233  | 3,80  |

Aigle · Broye-Vully · Gros-de-Vaud · Jura-Nord vaudois · Lausanne · Lavaux-Oron · Morges · Nyon · Ouest lausannois · Riviera-Pays-d'Enhaut

Voormalige districten: Aubonne · Avenches · Cossonay · Echallens · Grandson · La Vallée · Lavaux · Moudon · Orbe · Oron · Payerne · Pays-d'Enhaut · Rolle · Vevey · Yverdon